# Где станује квалитет – Развијање праксе дечјег вртића
Где станује квалитет – Развијање праксе дечјег вртића је научна монографија редовне професорке Филозофског факултета Универзитета у Београду Живке Крњаје, објављена 2016. године. Представља трећу књигу као резултат истраживања квалитета предшколског васпитања на пројекту „Модели процењивања и стратегије унапређивања квалитета образовања у Србији” (2011—2016), који реализује Институт за педагогију и андрагогију Филозофског факултета Универзитета у Београду, а финансира Министарство просвете, науке и технолошког развоја Републике Србије.

## О ауторки
Живка Крњаја је редовни професор на Одељењу за педагогију и андрагогију Филозофског факултета Универзитета у Београду. Професорка је на предметима из области предшколске педагогије на основним, мастер и докторским студијама и предмету Развијање и евалуација програма на основним студијама. Ауторка је књига Увод у педагогију и Контекст у учењу и подучавању. Коаутор је књига Од учења ка подучавању, Где станује квалитет – политика грађења квалитета у предшколском васпитању, Калеидоскоп – Основе диверсификованих програма предшколског васпитања и Калеидоскоп – пројектни приступ учењу. Бави се проблематиком учења предшколске деце, дечјом игром и стваралаштвом, истраживањима практичара, развијањем и евалуацијом образовних програма.

## О књизи
Монографија, према речима професорке др Драгане Павловић Бренеселовић из рецензије, нуди одговор како градити квалитет праксе утемељивањем концепта подржане насупрот свеприсутном концепту регулисане праксе, ослањајући се на полазишта критичке и социокултурне теорије и постструктурализма. Ауторка нас уводи у простор сусретања истраживача и практичара у коме се гради заједничко значење релевантно и за теорију и за праксу. Књига представља водич за студенте, носиоце образовне политике, практичаре за развијање квалитетне праксе дечјег вртића, педагоге као ослонац у профилисању и реализацији њихове суштинске улоге – агенса промене у образовању, како наводи професорка др. Павловић Бренеселовић. Монографија, према речима професорке др Јасмине Клеменовић из рецензије, садржи разноврсне технике и поступке намењене узајамном оснаживању практичара током процеса учења са колегама у контексту праксе чиме из темеља мења формализовано схватање професионалног развоја. У фокусу је, према речима професорке др Лидије Вујичић из рецензије, практичар истраживач своје праксе, али истовремено и професионалац који има снагу за мењање праксе. Ауторка књигу започиње контекстуализацијом истраживања сагледавањем квалитета из и на основу перспективе практичара уважавајући њихове предлоге за промену праксе дечјег вртића, како би их охрабрила и помогла им да њихове иницијативе за промену добију на аргументацији и додатној јасноћи захтева. Залаже се за концепт „подржане праксе” у којој доминира „практична мудрост”, а доприноси стварању заједничке визије квалитета и генерисање заједничких циљева и принципа у грађењу квалитета кроз културу дечјег вртића као заједнице праксе, професионалну аутономију практичара, критичку рефлексију, дељење лидерства, истраживања практичара, развојну евалуацију и умрежавање, како наводи професорка др. Лидија Вујичић. Ово истраживање квалитета праксе дечјег вртића је наставак истраживања квалитета предшколског васпитања везаних за истраживање политике грађења квалитета предшколског васпитања и истраживање са децом квалитета праксе дечјег вртића. Циљ монографије је да се чује глас практичара о квалитету предшколског васпитања у Србији, чије се поруке везују за њихово уверење да су мало поштовани, односно да се не цени њихов „глас” и њихово познавање васпитно-образовне праксе. У књизи су дати предлози за промену праксе дечјег вртића који би охрабрили практичаре и помогли им да њихове иницијативе за промену добију додатну аргументацију и јасније захтеве.